# IC 3240
IC 3240 ist eine Elliptische Galaxie vom Hubble-Typ E4 im Sternbild Jungfrau nördlich der Ekliptik. Sie ist schätzungsweise 902 Millionen Lichtjahre von der Milchstraße entfernt und hat einen Durchmesser von etwa 135.000 Lichtjahren.
Im selben Himmelsareal befinden sich u. a. die Galaxien NGC 4320, NGC 4325, IC 3236, IC 3275.
Das Objekt wurde am 7. Mai 1904 vom US-amerikanischen Astronomen Royal Harwood Frost entdeckt.